# Замок Крайн
Замок Крайн (англ. Castle Crine) — один із замків Ірландії, розташований в графстві Клер.

## Історія замку Крайн
Замок Крайн належав одній з гілок ірландського аристократичного роду Батлер (англо-норманського походження). Засновником цієї гілки Батерів був Вільям Россроу, що був верховним шерифом Клер в 1703 та в 1712 роках. У документах він описаний як двоюрідний брат сера Тобі Батлера, але був він родичем з боку батька чи з боку матері — незрозуміло. Згідно сімейної традиції про замок Крайн писав в 1841 році Генрі Россроу своїй сестрі Стевелі: «… Його батьком (йдеться про Вільяма Россроу) був Томас Роу Батлер, походить він, як я чув, від сера Річарда Батлера, він був молодшим сином Пірса Батлера, графа Оссорі та графа Ормонд, що одружився з леді Маргарет ФітцДжеральд — дочкою VIII графа Кілдер…»
Сер Річард Батлер був першим віконтом Маунтгаррет (отримав титул у 1550 році). Замком володіла міс Генріетта Батлер, яка повідомляє, що Томас Батлер (син Вільяма Россроу) продав замок в 1743 році, який він успадкував він успадкував від свого діда Томаса, про якого є згадки в документах, датованих 1671 роком. Старший брат Томаса — Генрі Батлер жив в Оксфорді, помер в 1715 році. Сам Томас Батлер одружився в 1722 році. Ці дати протирічать тому припущенню, що Томас Батлер народився до 1671 року. Крім того є записи про те, що Томас Батлер з Дерріклуні (графство Тіпперері) згадується в документах 1671 року щодо земельної власності. Але так чи інакше замок успадкував Вільям Батлер Россроу. Матір'ю Вільяма Батлера могла бути дочка Джеймса Батлера з Бойтонгата (страчений 1653 року). Але як відомо, у нього було тільки дві дочки — Елізабет або Елліс, що одружилась з Редмондом Магратом з Турлесбеггом в Кашелі 17 жовтня 1654 року, та Мері, що померла неодруженою 10 січня 1684 року.
Ні містер Блейк Батлер, ні інші автори записів не змогли довести правильність родоводу Маунтгретт, як володарів замку Крайн, але сімейна традиція не може бути просто знехтувана. Відомо, що І лорд Маунтгаррет одружився 4 рази і мав 7 синів. Одним з його нащадків міг бути п'ятий син І віконта — сера Томаса Батлер (що помер в 1671 році) — Джеймс Батлер Кенліс з Келлс, графство Кілкенні.
Існують альтернативні точки зору на походження володарів замку Крайн. Вільям і Тобі були безперечно двоюрідними братами, але немає ніяких доказів, що їх батьки були двоюрідними братами, навіть якщо вони носили одне і теж прізвище Батлер. Відповідно до альтернативного родоводу Томас Батлер — дядько сера Тобі лдружився з дочкою сера Філіпа Персеваль, що був предком графів Егмонт. Первіваль, що є в смисках перів Берк був «діячем. якого дуже поважали», хоча ірландські письменники тих часів про нього писали зовсім не так позитивно. Він був призначений в 1642 році на прибуткову посаду Генерального Комісара Армії в Ірландії. Він придбав маєток площею понад 100 000 акрів землі в Манстері «за рахунок мудрого використання можливостей на посаді комісара земельної власності та відстоювання своїх інтересів в суді». У той час була гучна справа щодо власності ХІ графа Ормонд, яка була несправедливо відібрана королем Англії Джеймсом І. Згідно сімейної традиції Вільям Батлер Россроу був в ті часи суддею в графстві Тіпперері. Зберігся лист Вільяма Батлера від 31 січня 1716 року, в якому він просить знайти інформацію «від імені дуже гідного, чесного джентльмена капітана Льюїса Джонса, що має маєток в графстві Тіпперері». У 1671 році заповіт щодо власності на замок Крайн був відсутній. Тому можливо, що володарі замку Крайн походять від родин Дун, Баннагау, Баллілайн і можна вивести їх походження від баронів Дунбойн, а не від віконтів Маунтгаррет.
Що стосується життя самого Вільяма Россроу, то він був юристом, був одержимий щодо створення капіталу, який він вкладав в земельну власність в графствах Клер та Лімерік. Він був мером Лімеріку в 1712 році. У деяких випадках угоди щодо придбання земельної власності були пов'язані з заставами та викупом колишніми власниками. Серед його покупок були конфісковані маєтки трьох віконтів Клер, що були куплені в Бартонів, Вестбі, МакДоннеллів. Також він займався майном Вільяма та Патріка Лісахтів. Ці питання досліджував доктор Е. МакЛісахт. Зокрема його цікавили справи, які вів Вільям Россоу щодо власності англійських колоністів, що переселились в Ірландію в XVII столітті. Збереглися документи, складені в 1720 році, щодо платежів родині Лісахт за землю. Ці земельні операції мали місце в 1698—1709 році. Але збереглися документи датовані в тому числі 24 лютим 1729 року, де йдеться про плату за ці самі землі Патріку Лісахту (сину Вільяма), отримані від володарів замку Крайн. Судячи по всьому Вільям Россроу дуже довгий час займався земельними справами і досить успішно, постійно заробляючи на цьому капітал і розширюючи свої земельні володіння.
У 1720 році замок був зданий в оренду. У документі щодо цієї оренди вказано право власності на кожну з 73 частин землі, що були в складі маєтку замку Крайн. Передбачалось оплата за оренду натуральна: свинячим та баранячим жиром та грошима.
Вільям Батлер Россроу одружився з сестрою адмірала сера Роберта Холмса, що був дуже колоритним персонажем історії в епоху короля Англії, Ірландії та Шотландії Карла ІІ. Сер Роберт Холмс служив на флоті ще в часи короля Карла І. Після страти короля він змушений був тікати з Англії і повернувся туди після реставрації монархії. Він знову служив на флоті і займав високі посади. У 1666 році він був посвячений в лицарі, потім був депутатом Парламенту — палати громад, у час смерті був губернатором острова Вайт. Сер Роберт Холмс був похований в Ярмуті, біля парафіяльної церкви. Фігура, що поставлена на його могині дуже схожа на статую короля Франції Людовіка XIV. Можливо, що це саме його скульптура і є — була захоплена як трофей під час війни.
Вільям Батлер помер в 1720 році передав свої статки і майно старшому сину Генрі. Він одружився в 1729 році з Маргарет Монк — сестрою Генрі Стенлі Монка в «Зеленому Святому Стефані, що недалеко від Дубліна». Єдина проблема цього шлюбу була в тому, що Генрі Батлер на той час був неповнолітнім і був під опікою Джона Лісахта, що згодом став І лордом Ліль та Джеймса Сектона, адвоката. Генрі Батлер, що потім став офіцером та близьким другом (не подумайте поганого) корнета Батлера Міллбрука, не зміг гідно керувати батьківським майном і ціна на нього впала. Це все непогано відображено в архівах замку Крайн.
Генрі Батлер помер неодруженим в 1791 році. Знецінений маєток перейшов до його племінника Вільяма Батлера. Його батько — Томас Батлер був другим сином Вільяму Россроу. Вільям Батлер — володар замку Крайн мав двох синів. Молодший син — Ейр Едвард Батлер мав бавовняну плантацію «Ріо Демарай». Він одружився, згідно сімейної традиції, з голландською леді. Його старший брат Джеймс Батлер, що теж жив в замку Крайн, помер в 1820 році. Замок перейшов у власність його сина Генрі, що був заступником лорд-лейтенанта графства Клер. Генрі мав сина Джеймса. Він помер у 1857 році, замок і маєток перейшов до його трьох дочок. Одна з них — Софія Мері одружилась з V лордом Кларіна. Леді Кларіна не мала синів. Її старша дочка Софія (Зоя) Батлер Мессей одружилась з його висоповажністю Еріком Хендерсоном. Замок та маєток Крайн отримала саме вона. Після смерті в 1938 році Анни Батлер останнім, хто був живий з роду володарів замку Крайн, була місіс Батлер-Хендерсон. Вона разом з чоловіком зберегла свої прізвище Батлер-Хендерсон. Саме вона володіла довгий час замком Крайн і жила в ньому. Її дочка місіс Вордсворт жила в замку Крайн до 1951 року. Потім замок був проданий. Її чоловіком став полковник Дж. Дж. Вордсворт — нащадок поета Вордсворта.